# Сілезька політехніка

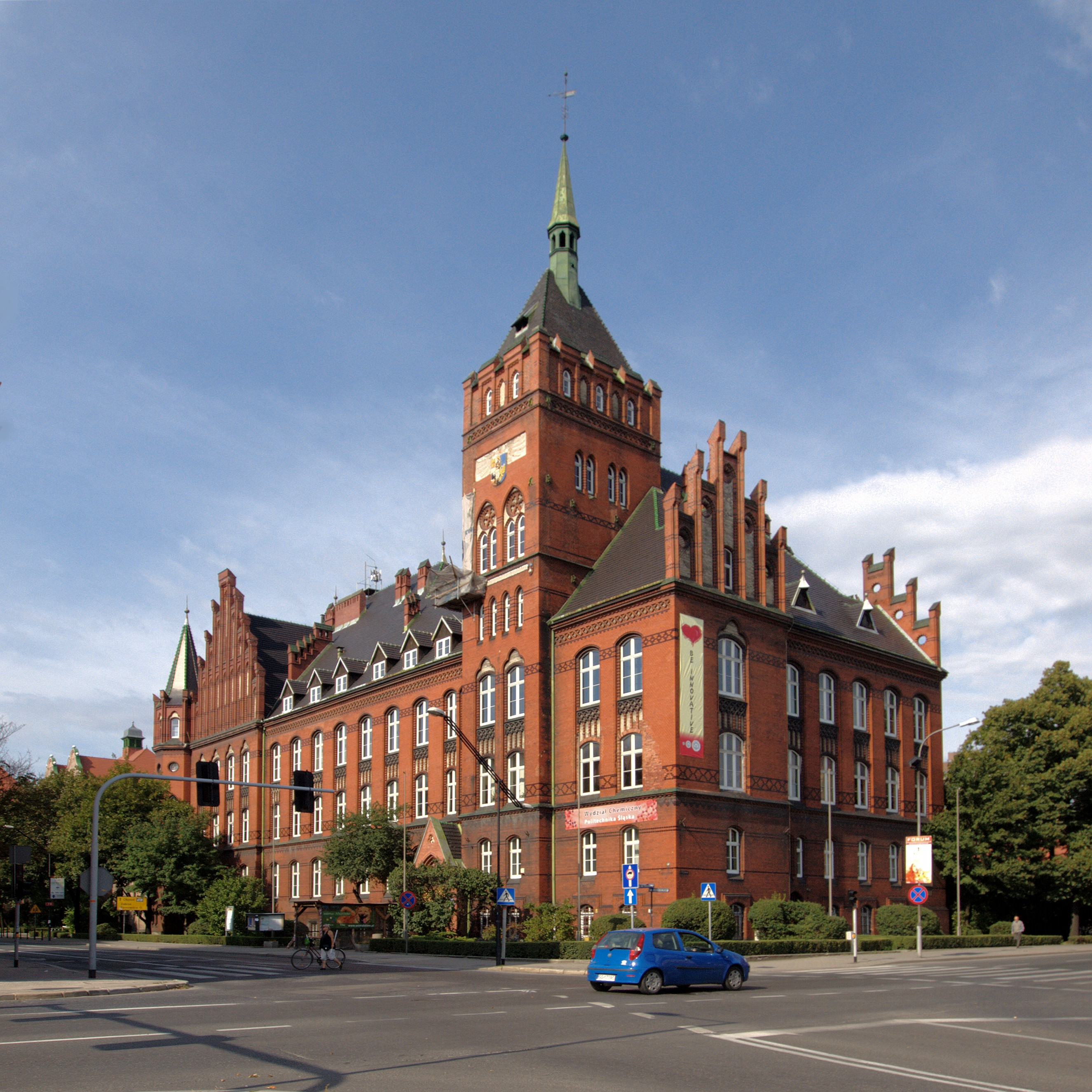
Будівля хімічного факультету в Гливиці

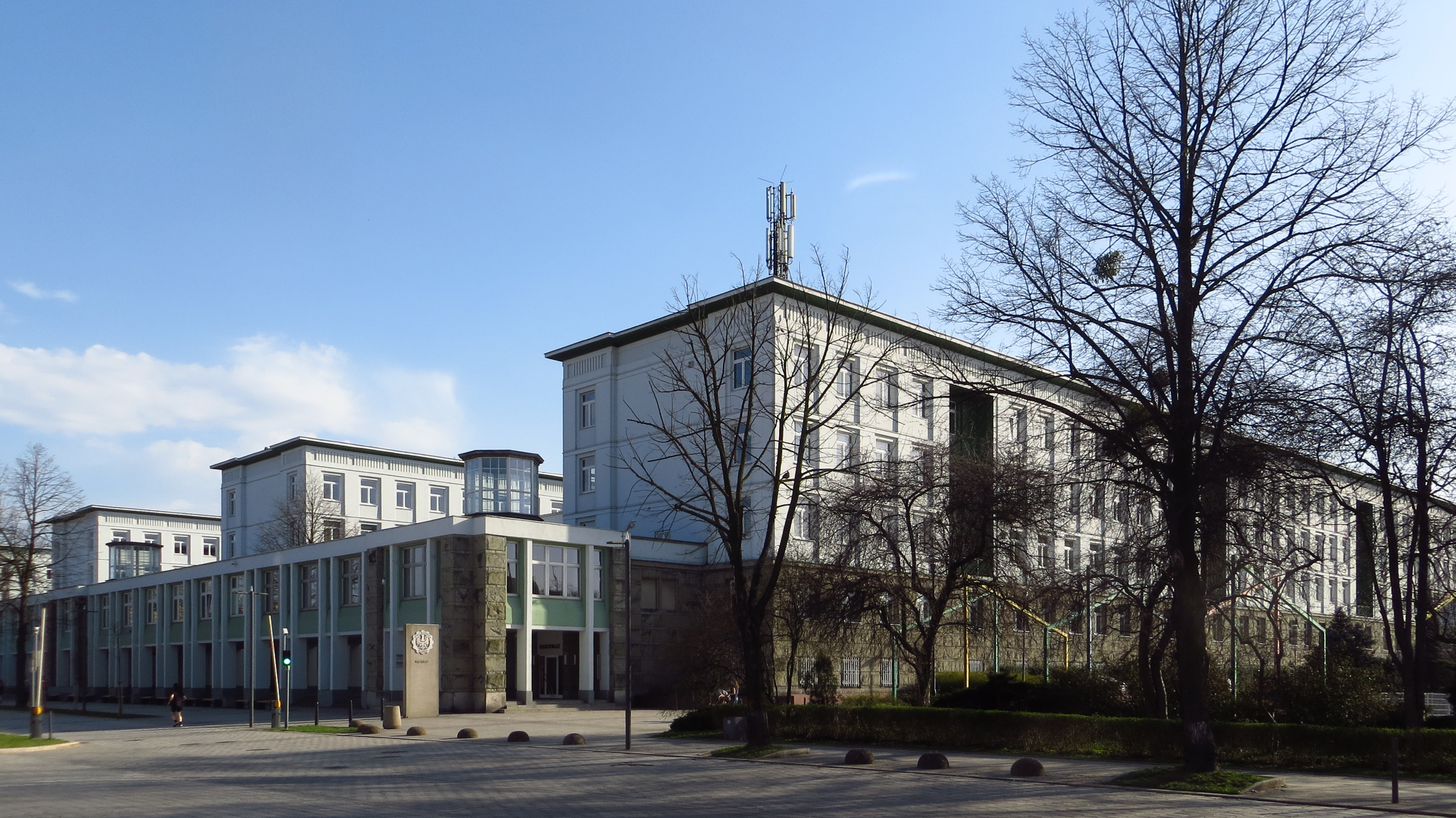
Геологічний факультет

Сілезька політехніка (пол. Politechnika Śląska; Польська вимова: [pɔliˈtɛxɲika ˈɕlɔ̃ska]), Сілезький технологічний університет (англ. Silesian University of Technology) — університет, розташований у польській провінції Сілезія, з більшістю своїх приміщень у місті Гливиці. Він був заснований у 1945 році польськими професорами Львівської політехніки, які були змушені покинути рідне місто та переїхати на «повернені території». У 2021 році престижний фонд «Perspektywy» поставив його на 6-у позицію серед найкращих технологічних університетів в Польщі та на 13-у в загальному рейтингу.

## Структура
Сілезька політехніка складається з 13 факультетів, 1 коледжу та 1 науково-дослідного інституту:
- Факультет архітектури
- Факультет автоматичного керування, електроніки та комп'ютерних наук
- Факультет будівництва
- Хімічний факультет
- Факультет електротехніки
- Гірничо-геологічний факультет
- Факультет біомедичної інженерії
- Факультет матеріалознавства та металургії
- Факультет енергетики та інженерії довкілля
- Факультет прикладної математики
- Факультет механічної інженерії
- Факультет організації та менеджменту
- Транспортний факультет
- Коледж соціальних наук та іноземних філологій
- Інститут фізики — Центр науки і освіти

Одинадцять із них знаходяться в Гливиці, два в Катовиці і два в Забже.

## Асоціації
Університет асоційований із такими організаціями:
- Європейська асоціація університетів (EUA)
- Європейське товариство інженерної освіти (SEFI)
- Інноваційний кластер підприємницької освіти програми Erasmus+
- Альянс університетів за демократію (AUDEM)
- Транс'європейська програма мобільності для університетських досліджень (TEMPUS)
- Програма Erasmus, яка перетворилася на програму Сократес
- Програма Леонардо
- Центральноєвропейська програма обміну для університетського навчання (CEEPUS)
- Index Copernicus
- Європейське співробітництво в галузі науки і технологій (COST)
- Міжурядова організація «EUREKA»